# Витт, Лауриц-Николай
Лауриц-Николай Витт (дат. Lauritz Nicolai Hvidt; 27 октября 1777, Копенгаген — 16 марта 1856, Копенгаген) — выдающийся общественный и политический деятель Дании XIX века, национал-либерал, министр, губернатор, бизнесмен, член Учредительного национального собрания.
В 1799 году Витт унаследовал торговый бизнес своего отца, но потерял состояние во время наполеоновских войн. После этого Лауриц Николай начал изучать право. В первой половине XIX века в Дании начинается процесс демократизации, в частности переход к более широкому и самостоятельному самоуправлению. Витт становится общественным деятелем. В 1809 году он назначается комиссаром рынка (дат. børskommisær), а также был членом ряда народных комиссий. Позднее Витт возобновил бизнес, в частности он устроил первое пароходное сообщение с Шотландией и завязал обширные торговые сношения с Вест-Индией. В 1830 году Витт становится членом совета представителей Национального банка Дании (дат. Danmarks Nationalbank). Во «Всесословном совете», учреждённом в 1832 году, Витт был сначала членом, потом председателем. В 1834 году он был избран депутатом города Копенгагена, а с 1835 года и вплоть до своей смерти в 1856 был губернатором. В 1842 году в качестве председателя копенгагенского магистрата он поднёс королю Христиану VIII известный коронационный адрес. Адрес был принят крайне неблагосклонно, но это не остановило Витта в его стремлении добиться больших прав и свободы деятельности для народных представителей.
В 1848 году по восшествии на престол Фредерика VII Витт вновь стал в главе народного движения и высказал новому королю народные желания. В том же году он избирается членом Учредительного национального собрания (дат. Den Grundlovgivende Rigsforsamling) от национал-либералов. В Учредительном собрании Лауриц-Николай занял пост вице-президента, входил в Финансовый комитет. Позже становится министром без портфеля в первом избранном правительстве, вошедшем в историю как Министерство Мольтке. В 1849 году Витт был избран в парламент, но преклонные года заставили его отказаться от этого поста.
За двухсотлетний период Витт был всего вторым датским бюргером, достигшим такого значения в общественной и политической жизни страны; первым был знаменитый копенгагенский бургомистр Ганс Нансен.

## Другие должности
Среди прочего:
- Содиректор Копенгагенских сберегательных касс (дат. Københavns Sparekasse)
- Член Королевского сельскохозяйственного общества (дат. Landhusholdningsselskabet) с 1815, председатель с 1850
- Основатель издательства «Атенеум» в 1824 году
- Один из основателей в 1835 году «Общества покровительства свободы печати», в котором состоял председателем
- Член дирекции Детского дома (дат. Vajsenhuset) в 1838—1854 годах
- Председатель комитета Торгового общества (дат. Grosserer-Societetets) с 1842 года